# Collada del Pla de l'Arca
El Coll del Pla de l'Arca és una collada situada a 602 m alt a la carena de la Serra de l'Albera que separa els termes comunals de l'Albera, a la comarca del Vallespir, a la Catalunya del Nord i de la Jonquera, que pertany a l'Alt Empordà. És molt a prop del termenal amb el Pertús.
És a l'extrem sud-oest del terme de l'Albera i al nord del de la Jonquera, molt a prop d'on aquests dos termes es troben amb el del Pertús. Queda a ponent del Puig dels Homes.
En aquest coll hi ha la fita de frontera número 581: una fita grossa de planta quadrangular amb capçalera piramidal, amb el número en negre dins del marc blanc que el sol envoltar en la majoria de fites. És en el costat occidental del camí.